# Філіппінський рухомий пояс

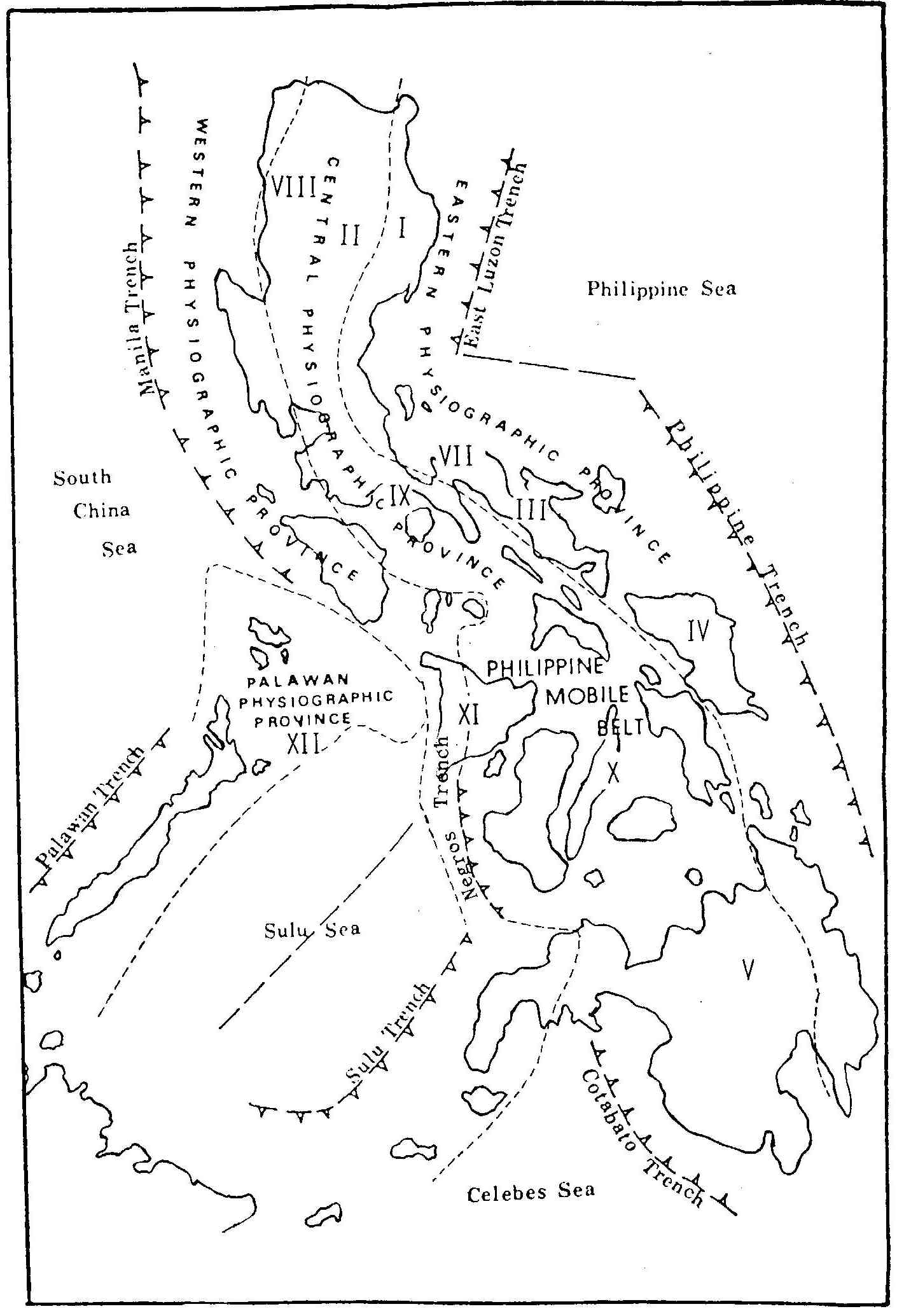
Головні фізіографічні елементи Філіппінського рухомого поясу

Велика частина Філіппін, в тому числі північний Лусон, є складовою частиною Філіппінського рухомого пояса, на півдні обмеженого Плитою Молуккського моря, Сундською плитою на південному заході і Південно-Китайським морем на заході і північному заході, Плитою Філіппінського моря на сході, на півночі закінчується в східній частині Тайваню, в зоні активних зіткнень між Північно-Лусонським жолобом і Південно-Китайською платформою. Філіппінський рухомий пояс також називається Філіппінською мікроплитою, а також Пояс Тайвань-Лусон-Міндоро .
Філіппінський рухомий пояс є файним прикладом акреційної призми.
Хоча вони є частинами Республіки Філіппіни, Палаван з Каламіанськими островами, Сулу й півострів Замбоанга на заході Мінданао, є вершинами двох виступів Сундської плити. Вона тут має зіткнення з Філіппінським рухомим поясом. Жолоб Сулу є межею мікроблока Сулу і мікроблока Палаван. Палаванський жолоб є межею субдукції між Палаванським мікроблоком та плато островів Спратлі Південно-Китайського моря. Палаван/Каламіанська острівна дуга з 1981, відома як Палаванський блок і Палаванський мікроконтинент, а з 1989, як Палаванський мікроблок.
Філіппінський рухомий пояс межами на заході має Манільский, Негрос і Котабато жолоби, по яких іде субдукція Філіппінського рухомого пояса під Євразійську плиту. На сході це жолоби Філіппінський і Східний Лусон, де йде субдукція Плити Філіппінського моря під Філіппінський рухомий пояс.
Філіппінський рухомий пояс складається з великої кількості різних блоків різноманітних за походженням. Сім головних блоків, були визначені в Лусон: Східне Сьєрра-Мадре, Ангат, Замбалес, Центральна Кордильєра в Лусоні, Бікол і Острівний блок Катандуанес. У Центральних Філіппінах чотири провідних блоки: Панай, Міндоро, Сьобу і Богол. На Мінданао шість провідних блоків: Пацифік Кордильєр, Сурігао, півострова Пуджадо, Центральна Кордильєра Мінданао, хребет Дагумау, Замбоанга..